# Замошшя (Бокситогорський район)
Замо́шшя, Замо́ш'є (рос. Замошье) — присілок Бокситогорського району Ленінградської області Росії. Входить до складу Самойловського сільського поселення.
Населення — 0 осіб (2003 рік).